# K-Plus
K-Plus （风格化为K+ ）是一个东南亚付费电视频道，专注于播放电视剧、综艺节目、电影和生活方式节目，以韩国流行音乐、美容和时尚为主要节目类型。它于2014年9月17日推出 ，在印度尼西亚、马来西亚和菲律宾均可使用。 它还向OTT平台iflix，LeEco和Tribe提供精选节目。 K+总部位于新加坡，由韩国Aniplus的子公司Plus Media Networks Asia运营。

## 历史
该频道于2014年9月在印度尼西亚首次通过付费电视提供商K-Vision推出（由于传输协议，该频道于2016年起停播，但自2016年起可在IndiHome上观看，自2017年起可在Dens.TV上观看）。
在菲律宾，该节目曾在Easy TV Home（2018年5月25日至2019年9月30日）  Sky Cable（2019年4月至2023年5月1日）和Cablelink （2018年9月至2023年6月1日）上播出，而Cignal最终于2024年1月1日停止了该频道的运营（与其姊妹频道Aniplus一起）。
该频道于2021年10月1日在马来西亚Unifi TV上播出。
该频道于2022年5月18日在Astro上推出（该频道之前曾通过其 Astro GO 应用程序独家播出），同时于2022年6月初包含在其预付费卫星服务NJOI中。